# Pandúr-sziget
A Pandúr-sziget, másként Nagy-Pandúr-sziget (horvátul: Pandurski otok) a Duna egyik szigete Magyarországon, Bács-Kiskun vármegyében, Bajától délnyugatra. Északi és nyugati irányból a Duna, északkeleten egy rövid szakaszon a Sugovica és a Türr István-átvágás, dél felől pedig a Szeremlei-Holt-Duna határolja.

## Földrajz
A sziget területe napjainkban is változik: a Duna Bajai-kanyarjánál a feltöltődések növelik, a Szeremlei-kanyarban a folyó bontja a szigetet. A 20. század elején természetes folyamatok nyomán lefűződött róla a Kádár-sziget, azonban a folyószabályozás eredményeképpen a két szigetet elválasztó Kádár-Duna elkezdett feliszapolódni, és alacsonyabb vízállás idején egyre hosszabb időközökre marad víz nélkül.
A sziget északi végén üdülőterület és szántóföldek találhatók, a nagyobbik részén erdő- és vadgazdálkodás folyik.

## Történelem
A török elől menekülő emberek a régi Bál romjain építették fel Pandúr települést, amelyről a sziget nevét is kapta. A Duna partromboló hatása azonban kedvezőtlenül érintette a falut, amelyet többek között 1779-ben is árvíz pusztított. Ez után a falu már nem épült újjá, a megmaradt lakókat a kalocsai érsek 1782-ben áttelepítette Csávolyra és Szentistvánra (ma Baja része).
A Ferenc-csatorna tápcsatornája, a Baja-bezdáni tápcsatorna építése során (1870–1875) a csatorna vonalát folytató Türr István-átvágással választották le róla a Petőfi-szigetet (más néven Kis-Pandúr-sziget).
A 20. század elején a sziget északi részén nyárigátat emeltek. Az itt található Felső-Pandúr-pusztán állattenyésztés és földművelés folyt, a vizes területeket halastóként hasznosították. A puszta épületei ma már nem állnak, a második világháború után építőanyagként hordták el őket.